# Aeschnophlebia ishigakiana
Aeschnophlebia ishigakiana – gatunek ważki z rodziny żagnicowatych (Aeshnidae). Występuje we wschodniej i południowo-wschodniej Azji.
Opisano cztery podgatunki Planaeschna ishigakiana, które zamieszkują:
- A. i. ishigakiana – Wyspy Yaeyama (archipelag Riukiu, Japonia)
- A. i. nagaminei – Amami Ōshima (archipelag Riukiu, Japonia)
- A. i. flavostria – Tajwan
- A. i. guentherpetersi – prowincja Phú Thọ w północnym Wietnamie; opisany w 2013 roku jako osobny gatunek

IUCN w swojej Czerwonej księdze gatunków zagrożonych osobno klasyfikuje podgatunki ishigakiana i nagaminei, zaliczając je do kategorii EN (zagrożony), takson guentherpetersi uznaje za odrębny gatunek i zalicza go do kategorii DD (niedostatecznie rozpoznany).